# Manoir de Brionel
Le manoir de Brionel est situé à Le Hézo en France.

## Localisation
Le manoir est situé sur le territoire de la commune de Le Hézo, au lieu-dit Brionel, dans le département du Morbihan en région Bretagne.

## Description
Le manoir date des XIXe et XXe siècles, édifice à un étage carré, élévation à travées, le corps de logis est construit en granite, toiture à longs pans couverte d'ardoises, noue, croupe.

## Historique
Le manoir date des XIXe et XXe siècles, un ancien manoir existant en 1427 appartenait à Jean de Brionel. Dernier bâtiment construit (ou plus ancien et remanié ?) vers 1870 pour les Montlaur, portant leurs armoiries, agrandi de 1906 à 1912. Détruit lors de la vente en 1970.
Il est inscrit à l'inventaire général du patrimoine culturel.